# Chiesa del Salvatore (Monaco di Baviera)

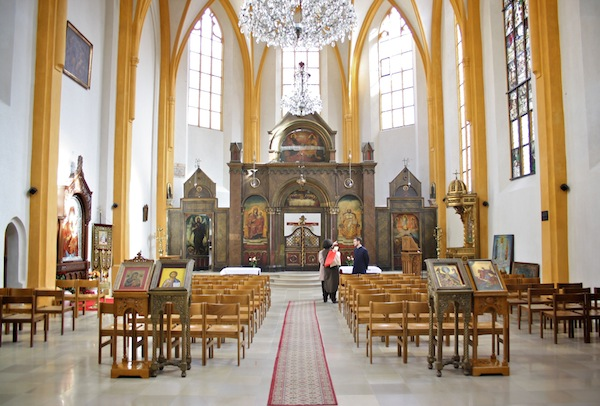
Vista interna

La cattedrale metropolitana del Salvatore (in tedesco: Salvatorkirche) è l'ex chiesa del cimitero cattolico della Frauenkirche, il duomo di Monaco di Baviera. Dal 1829 è una chiesa greco-ortodossa. È oggi la sede del metropolita della Germania e dell'esarcato dell'Europa centrale.
La sua costruzione, in stile tardo gotico, risale al 1493. L'architetto fu Jörg von Halsbach.

## Posizione
La Salvatorkirche si trova nella via Salvatorstraße 17, nel centro storico di Monaco, in vicinanza della vecchia cinta muraria. Proprio vicino alla chiesa, in piazza Salvatorplatz, vi sono rimasti gli ultimi resti. Il cimitero fu chiuso nel 1789.

## Opere importanti
- Vetrate gotiche (1497 e 1499);
- Resti di affreschi sacrali (facciata nord);
- Iconostasi di Leo von Klenze (1829).

## Personalità sepolte nell'ex cimitero
- François de Cuvilliés il Vecchio (1695-1768);
- Hans Mielich (1516-1573), pittore del tardo Rinascimento;
- Orlando di Lasso (1532-1594);
- François de Robespierre (1732-1777), padre del rivoluzionario Maximilien de Robespierre;
- Ignaz Günther (1725-1775);
- Johann Baptist Straub (1704-1784), sepolto nell'Alter Südfriedhof;
- Johann Georg Dominicus von Linprun (1714-1787), co-fondatore dell'Accademia bavarese delle scienze nel 1759;
- Anton Johann Lipowsky (1723-1780), astuto esploratore della più antica storia della Baviera e di Monaco;
- Franz Seraph von Kohlbrenner (1728-1783), editore del Münchner Intellektivenblatt;
- Nikolaus Prugger (1620-1694), pittore del ritratto dell'elettore Massimiliano I;
- Franz Joachim Beich (1666-1748), luoghi di pellegrinaggio dei pittori nel municipio;
- Dionys Frey (1571-1623);
- Johann Baptist Gunetzrhainer (1692-1763), architetto di Monaco;
- Andreas Faistenberger (1646-1735), scultore presso il portale principale della Chiesa di San Michele a Monaco;
- Rosina Maria Schwarzmann (1705-1754), prima donna, rosa bavarese, una figura femminile di burattini;
- Fanny von Ickstatt (1767-1785).